# Ruy Blas
Ruy Blas é um drama em cinco atos, de Victor Hugo. Foi encenado pela primeira vez pela companhia do Teatro da Renascença na  sala Ventadour, em 8 de novembro de 1838. 
Em sua autobiografia, o autor indica, como fontes de informação para a peça, as Mémoires de la cour d'Espagne (1690) e Relation du voyage d'Espagne (1691) de Madame d'Aulnoy,  Solo Madrid es corte (1675), de Alonso Nuñez de Castro e  État présent d'Espagne (1718) de Jean de Vayrac. 
Victor Hugo diz que começou a escrever a peça em julho de 1838. Alguns críticos apontaram semelhanças entre Ruy Blas e obras anteriores, especialmente The Lady of Lyons (A senhora de Lyon), de Edward Bulwer-Lytton,  encenada pela primeira vez em 14 de fevereiro de 1838. O assunto gerou certa controvérsia. A ideia de um personagem plebeu  a  cortejar uma dama aristocrática também  havia sido utilizada por Molière, em chave cômica, na peça Les Précieuses ridicules (As preciosas ridículas). Victor Hugo parece também ter usado elementos de La Reine d'Espagne (1831) de Henri de Latouche, que, por sua vez, inspirou-se nas memórias de Madame d'Aulnoye, uma das fontes citadas por Hugo. Há também referência, como uma das fontes de inspiração de Victor Hugo, à biografia da pintora suíça Angelika Kauffmann do século XVIII, que se casou com um falso aristocrata sueco, o qual se apresentara a ela como Conde de Horn. A história de Angelika foi posteriormente romanceada  por Léon de Wailly, também no ano de 1838.

## Resumo da trama

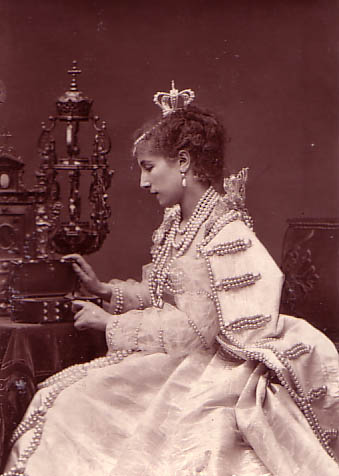
Sarah Bernhardt como a Rainha, em Ruy Blas (1879).

O herói deste drama romântico, Ruy Blas, é um humilde servo apaixonado pela rainha da Espanha, Marie-Anne de Neubourg. Seu mestre, Don Salluste de Bazan, está empenhado em se vingar da rainha por ter sido expulso da corte. Ciente de que Ruy Blas é apaixonado por ela, pretende usá-lo para  prejudicar a reputação da soberana. Assim, faz seu servo se passar por um nobre e o introduz na corte. Ruy Blas revela sua inteligência e sua eloquência, tanto para expor e humilhar uma oligarquia aproveitadora dos bens do Estado, como para se mostrar digno de amar a rainha. Torna-se popular, seu talento é reconhecido, e ele acaba se tornando primeiro-ministro. Realiza uma série de reformas políticas e fiscais e conquista o coração da rainha. Mas Don Salluste não desiste de sua vingança. Desmascara Ruy Blas, e este, humilhado, suicida-se. Antes de morrer, porém, é perdoado pela rainha, que declara seu amor por ele.

## Adaptações
- Felix Mendelssohn escreveu, sob encomenda, uma abertura (Opus 95) para a peça.[5] [6]
- W. S. Gilbert escreveu uma paródia da peça, em 1866.[7]
- Uma ópera com o mesmo nome, de Filippo Marchetti, com libretto de Carlo d'Ormeville foi encenada no  La Scala de Milão, em 1869.[8][9]
- Um filme, também chamado Ruy Blas, foi feito em 1947, sob a direção de Pierre Billon e adaptação de Jean Cocteau, estrelando Jean Marais, Danielle Darrieux e Marcel Herrand.
- Ruy Blas também foi base para um telefilme também chamado Ruy Blas, realizado em 2002  pelo diretor francês Jacques Weber, .